# Lista över regenter med namnet Karl

Karl XV, kung av Sverige och Norge

Många regenter och kungligheter har haft namnet Karl. Utifrån den svenske kungen Karl IX (se denne), har man tidigare skrivit ordningsnummer på två förutvarande svenska regenter, genom att räkna baklänges från honom. Det svenska och tyska namnet Karl motsvaras etymologiskt av utländska namn som Charles (engelska och franska), Carlos (spanska) med flera, varför dessa också finns med i listan. I äldre tid var det vanligt att översätta deras namn till Karl när man skrev på svenska.

## Furstar avAlbanien
- Karl I: Karl I, greve av Anjou 1247–1285, kung av Sicilien 1266–1282, av Neapel 1266–1285 och av Albanien 1272–1285.
- Karl II: Karl II, greve av Anjou 1285–1290, kung av Neapel 1285–1309 och av Albanien 1285–1301.
- Karl III: Karl III, hertig av Durazzo, greve av Gravina och härskare över Albanien 1336–1348.
- Karl IV: Karl Thopia, kung av Albanien 1358–1382 och 1385–1387.

## Grevar och hertigar avAlençon
- Karl I: Karl av Valois, greve av Anjou 1290–1325 och av Alençon 1291–1325.
- Karl II: Karl II, greve 1325–1346.
- Karl III: Karl III, greve 1346–1361.
- Karl IV: Karl IV, hertig 1492–1525.
- Karl V: Karl av Berry, hertig av Alençon och Angoulême 1710–1714.

## Hertigar avAngoulême
- Karl I: Karl I, hertig 1467–1469.
- Karl II: Karl II, hertig 1540–1545.
- Karl III: Karl III, hertig 1619–1650.
- Karl IV: Karl av Berry, hertig av Alençon och Angoulême 1710–1714.
- Karl V: Karl Filip, hertig av Angoulême 1773–1836 och kung av Frankrike 1824–1830.

## Grevar och hertigar avAnjou
- Karl I: Karl I, greve av Anjou 1247–1285, kung av Sicilien 1266–1282, av Neapel 1266–1285 och av Albanien 1272–1285.
- Karl II: Karl II, greve av Anjou 1285–1290, kung av Neapel 1285–1309 och av Albanien 1285–1301.
- Karl III: Karl av Valois, greve av Anjou 1290–1325 och av Alençon 1291–1325.
- Karl IV: Karl IV, hertig 1480–1481.
- Karl V: Charles-Philippe, hertig 1973–.

## Markgrevar, kurfurstar och storhertigar avBaden
- Karl Fredrik av Baden, markgreve, kurfurste och storhertig av Baden.
- Karl av Baden, storhertig av Baden 1811–1818.

## Kurfurstar avBayern
- Karl Theodor, kurfurste av Bayern, kurfurste av Bayern 1777–1799.

## Hertigar av Bourbon
- Karl I: Karl I, hertig 1434–1456.
- Karl II: Karl II, hertig 1488.
- Karl III: Karl III, hertig 1521–1527.

## Hertigar avBrabant
- Karl I: Karl den djärve, greve av Flandern samt hertig av Brabant och Burgund 1467–1477.
- Karl II: Karl II, greve av Burgund 1506–1558, greve av Flandern samt hertig av Brabant och Burgund 1506–1555, kung av Spanien 1516–1556, kung av Neapel, Sardinien och Sicilien 1516–1554 samt tysk-romersk kejsare 1519–1556.
- Karl III: Karl den vansinnige, kung av Spanien, Neapel, Sardinien och Sicilien, greve av Flandern och Burgund samt hertig av Brabant och Burgund 1665–1700.
- Karl IV: Karl IV, hertig av Brabant 1706–1740, kung av Böhmen, Kroatien och Ungern samt tysk-romersk kejsare 1711–1740, kung av Sardinien 1713–1720, hertig av Burgund 1713–1740, kung av Neapel 1714–1734, greve av Flandern 1714–1740 och kung av Sicilien 1720–1735.

## Hertigar av Braunschweig-Wolfenbüttel
- Karl I av Braunschweig-Wolfenbüttel, 1735–1780 hertig av Braunschweig-Wolfenbüttel.
- Karl Vilhelm Ferdinand av Braunschweig-Wolfenbüttel, 1780–1815 hertig av Braunschweig-Wolfenbüttel.
- Karl II av Braunschweig-Wolfenbüttel, 1815–1830 hertig av Braunschweig-Wolfenbüttel.

## Hertigar och grevar avBurgund
- Karl I: Karl den djärve, greve av Flandern, hertig av Brabant samt hertig och greve av Burgund 1467–1477.
- Karl II: Karl II, greve av Burgund 1506–1558, greve av Flandern samt hertig av Brabant och Burgund 1506–1555, kung av Spanien 1516–1556, kung av Neapel, Sardinien och Sicilien 1516–1554 samt tysk-romersk kejsare 1519–1556.
- Karl III: Karl den vansinnige, kung av Spanien, Neapel, Sardinien och Sicilien, greve av Flandern och Burgund samt hertig av Brabant och Burgund 1665–1700.
- Karl IV: Karl IV, hertig av Brabant 1706–1740, kung av Böhmen, Kroatien och Ungern samt tysk-romersk kejsare 1711–1740, kung av Sardinien 1713–1720, hertig av Burgund 1713–1740, kung av Neapel 1714–1734, greve av Flandern 1714–1740 och kung av Sicilien 1720–1735.

## Kungar avBöhmen(Karel)
- Karl I: Karl I, kung av Böhmen 1346–1378 och tysk-romersk kejsare 1355–1378.
- Karl II: Karl II, hertig av Brabant 1706–1740, kung av Böhmen, Kroatien och Ungern samt tysk-romersk kejsare 1711–1740, kung av Sardinien 1713–1720, hertig av Burgund 1713–1740, kung av Neapel 1714–1734, greve av Flandern 1714–1740 och kung av Sicilien 1720–1735.
- Karl III: Karl III, kejsare av Österrike samt kung av Böhmen och Ungern 1916–1918.

## Grevar avFlandern
- Karl I: Karl den gode, greve 1119–1127.
- Karl II: Karl den djärve, greve av Flandern, hertig av Brabant samt hertig och greve av Burgund 1467–1477.
- Karl III: Karl III, greve av Burgund 1506–1558, greve av Flandern samt hertig av Brabant och Burgund 1506–1555, kung av Spanien 1516–1556, kung av Neapel, Sardinien och Sicilien 1516–1554 samt tysk-romersk kejsare 1519–1556.
- Karl IV: Karl den vansinnige, kung av Spanien, Neapel, Sardinien och Sicilien, greve av Flandern och Burgund samt hertig av Brabant och Burgund 1665–1700.
- Karl V: Karl V, hertig av Brabant 1706–1740, kung av Böhmen, Kroatien och Ungern samt tysk-romersk kejsare 1711–1740, kung av Sardinien 1713–1720, hertig av Burgund 1713–1740, kung av Neapel 1714–1734, greve av Flandern 1714–1740 och kung av Sicilien 1720–1735.

## Kungar avFrankrike(Charles)
- Karl I: Karl den store, frankisk kung 768–814 och tysk-romersk kejsare 800–814.
- Karl II: Karl den skallige, frankisk kung 840–877 och tysk-romersk kejsare 875–877.
- Karl III: Karl den enfaldige, frankisk kung 898–922 och kung av Lothringen 911–922.
- Karl IV: Karl den sköne, kung av Frankrike och Navarra 1322–1328.
- Karl V: Karl den vise, kung 1364–1380.
- Karl VI: Karl den galne/älskade, kung 1380–1422.
- Karl VII: Karl den segerrike, kung 1422–1461.
- Karl VIII: Karl den älskvärde, kung 1483–1498.
- Karl IX: Karl IX, kung 1560–1574.
- Karl X: Karl X, hertig av Angoulême 1773–1836 och kung av Frankrike 1824–1830.

## Lantgrevar avHessen-Kassel
- Karl I: Karl I, lantgreve 1670–1730.
- Karl II: Karl II, lantgreve 1805–1836.

## Kungar avKroatien
- Karl I: Karl I Robert, kung av Ungern och Kroatien 1308–1342.
- Karl II: Karl den lille, kung av Neapel 1382–1386 samt av Ungern och Kroatien 1385–1386.
- Karl III: Karl III, hertig av Brabant 1706–1740, kung av Böhmen, Kroatien och Ungern samt tysk-romersk kejsare 1711–1740, kung av Sardinien 1713–1720, hertig av Burgund 1713–1740, kung av Neapel 1714–1734, greve av Flandern 1714–1740 och kung av Sicilien 1720–1735.

## Hertigar avLothringen(Charles)
- Karl I: Karl, hertig av nedre Lothringen 977–993 (eftersom han inte var hertig över hela Lothringen räknas han tidvis inte in i hertigdömets regentlängd och övriga Karlhertigars regentnummer flyttas då ner ett steg, så att Karl II blir Karl I och så vidare).
- Karl II: Karl II, hertig 1390–1431 (ibland även kallad Karl I av Lothringen).
- Karl III: Karl den store, hertig 1545–1608 (ibland även kallad Karl II av Lothringen).
- Karl IV: Karl IV, hertig 1624–1634 och 1661–1675 (ibland även kallad Karl III av Lothringen).
- Karl V: Karl V, titulärhertig 1675–1690 (ibland även kallad Karl IV av Lothringen).

## Furstar avMonaco(Charles)
- Karl I: Karl I, furste 1331–1357.
- Karl II: Karl II, furste 1581–1589.
- Karl III: Karl III, furste 1856–1889.

## Kungar avNavarra(Charles)
- Karl I: Karl den sköne, kung av Frankrike och Navarra 1322–1328.
- Karl II: Karl den dålige, kung 1349–1387.
- Karl III: Karl den ädle, kung 1387–1425.
- Karl IV: Karl IV, de jure kung 1441–1461.

## Kungar avNeapel
- Karl I: Karl I, greve av Anjou 1247–1285, kung av Sicilien 1266–1282, av Neapel 1266–1285 och av Albanien 1272–1285.
- Karl II: Karl II, greve av Anjou 1285–1290, kung av Neapel 1285–1309 och av Albanien 1285–1301.
- Karl III: Karl den lille, kung av Neapel 1382–1386 samt av Ungern och Kroatien 1385–1386.
- Karl IV: Karl IV, greve av Burgund 1506–1558, greve av Flandern samt hertig av Brabant och Burgund 1506–1555, kung av Spanien 1516–1556, kung av Neapel, Sardinien och Sicilien 1516–1554 samt tysk-romersk kejsare 1519–1556.
- Karl V: Karl den vansinnige, kung av Spanien, Neapel, Sardinien och Sicilien, greve av Flandern och Burgund samt hertig av Brabant och Burgund 1665–1700.
- Karl VI: Karl VI, hertig av Brabant 1706–1740, kung av Böhmen, Kroatien och Ungern samt tysk-romersk kejsare 1711–1740, kung av Sardinien 1713–1720, hertig av Burgund 1713–1740, kung av Neapel 1714–1734, greve av Flandern 1714–1740 och kung av Sicilien 1720–1735.
- Karl VII: Karl VII, kung av Neapel och Sicilien 1735–1759 och av Spanien 1759–1788.

## Kungar avNorge(Karl)
- Karl I: Karl Knutsson (Bonde), svensk riksföreståndare 1438–1440, kung av Sverige 1448–1457, 1464–1465 och 1467–1470 samt av Norge 1449–1450.
- Karl II: Karl II, kung av Sverige 1809–1818 och av Norge 1814–1818, i Sverige som Karl XIII.
- Karl III: Karl III Johan, kung av Sverige och Norge 1818–1844, i Sverige som Karl XIV Johan.
- Karl IV: Karl IV, kung av Sverige och Norge 1859–1872, i Sverige som Karl XV.

## Hertigar avParma
- Karl I: Karl I, hertig av Parma 1731–1735, kung av Neapel och Sicilien 1735–1759 och av Spanien 1759–1788.
- Karl II: Karl II, hertig 1847–1848.
- Karl III: Karl III, hertig 1848–1854.

## Kurfurstar avPfalz
- Karl I: Karl I Ludvig, kurfurste 1648–1680.
- Karl II: Karl II, kurfurste 1680–1685.
- Karl III: Karl III Filip, kurfurste 1716–1742.
- Karl IV: Karl IV Teodor, kurfurste 1742–1799.

## Kungar avPortugal(Carlos)
- Karl I: Karl I, kung 1889–1908.

## Kungar avRumänien(Carol)
- Karl I: Karl I, kung 1881–1914.
- Karl II: Karl II, kung 1930–1940.

## Kungar avSardinien
- Karl I: Karl I, greve av Burgund 1506–1558, greve av Flandern samt hertig av Brabant och Burgund 1506–1555, kung av Spanien 1516–1556, kung av Neapel, Sardinien och Sicilien 1516–1554 samt tysk-romersk kejsare 1519–1556.
- Karl II: Karl den vansinnige, kung av Spanien, Neapel, Sardinien och Sicilien, greve av Flandern och Burgund samt hertig av Brabant och Burgund 1665–1700.
- Karl III: Karl III, hertig av Brabant 1706–1740, kung av Böhmen, Kroatien och Ungern samt tysk-romersk kejsare 1711–1740, kung av Sardinien 1713–1720, hertig av Burgund 1713–1740, kung av Neapel 1714–1734, greve av Flandern 1714–1740 och kung av Sicilien 1720–1735.
- Karl IV: Karl Emanuel III, hertig av Savojen och kung av Sardinien 1730–1773.
- Karl V: Karl Emanuel IV, hertig av Savojen och kung av Sardinien 1796–1802.
- Karl VI: Karl Felix, hertig av Savojen och kung av Sardinien 1821–1831.
- Karl VII: Karl Albert, hertig av Savojen och kung av Sardinien 1831–1849.

## Hertigar avSavojen
- Karl I: Karl krigaren, hertig 1482–1490.
- Karl II: Karl Johan Amadeus, hertig 1490–1496.
- Karl III: Karl den gode, hertig 1504–1553.
- Karl IV: Karl Emanuel I, hertig 1580–1630.
- Karl V: Karl Emanuel II, hertig 1638–1675.
- Karl VI: Karl Emanuel III, hertig av Savojen och kung av Sardinien 1730–1773.
- Karl VII: Karl Emanuel IV, hertig av Savojen och kung av Sardinien 1796–1802.
- Karl VIII: Karl Felix, hertig av Savojen och kung av Sardinien 1821–1831.
- Karl IX: Karl Albert, hertig av Savojen och kung av Sardinien 1831–1849.

## Kungar avSicilien
- Karl I: Karl I, greve av Anjou 1247–1285, kung av Sicilien 1266–1282, av Neapel 1266–1285 och av Albanien 1272–1285.
- Karl II: Karl II, greve av Burgund 1506–1558, greve av Flandern samt hertig av Brabant och Burgund 1506–1555, kung av Spanien 1516–1556, kung av Neapel, Sardinien och Sicilien 1516–1554 samt tysk-romersk kejsare 1519–1556.
- Karl III: Karl den vansinnige, kung av Spanien, Neapel, Sardinien och Sicilien, greve av Flandern och Burgund samt hertig av Brabant och Burgund 1665–1700.
- Karl IV: Karl IV, hertig av Brabant 1706–1740, kung av Böhmen, Kroatien och Ungern samt tysk-romersk kejsare 1711–1740, kung av Sardinien 1713–1720, hertig av Burgund 1713–1740, kung av Neapel 1714–1734, greve av Flandern 1714–1740 och kung av Sicilien 1720–1735.
- Karl V: Karl V, kung av Neapel och Sicilien 1735–1759 och av Spanien 1759–1788.

## Kungar avSpanien(Carlos)
- Karl I: Karl I, greve av Burgund 1506–1558, greve av Flandern samt hertig av Brabant och Burgund 1506–1555, kung av Spanien 1516–1556, kung av Neapel, Sardinien och Sicilien 1516–1554 samt tysk-romersk kejsare 1519–1556.
- Karl II: Karl den vansinnige, kung av Spanien, Neapel, Sardinien och Sicilien, greve av Flandern och Burgund samt hertig av Brabant och Burgund 1665–1700.
- Karl III: Karl III, hertig av Parma 1731–1735, kung av Neapel och Sicilien 1735–1759 och av Spanien 1759–1788.
- Karl IV: Karl IV, kung 1788–1808.
- Karl V: Infante Carlos av Molina, tronpretendent 1833–1845, kallad Karl V av sina anhängare.
- Karl VI: Infante Carlos av Montemolin, tronpretendent 1845–1861, kallad Karl VI av sina anhängare.
- Karl VII: Infante Carlos av Madrid, tronpretendent 1868–1909, kallad Karl VII av sina anhängare.

## Kungar avStorbritannien, tidigareEnglandochSkottland(Charles)
England och Skottland hade samma kung från 1603. Regentlängden anses fortsätta utan avbrott över den tidpunkt 1707 då de två länderna formellt slogs ihop till Storbritannien, varför landets nuvarande kung har regentnumret III.

För den nuvarande kungen används namnformen Charles även på svenska
- Karl I: Karl I, kung av England och Skottland 1625–1649.
- Karl II: Karl II, kung av England och Skottland 1660–1685.
- "Karl III": Karl Edvard Stuart, mest känd som Bonnie Prince Charlie, jakobitisk pretendent till den brittiska tronen 1766–1788, kallades av sina anhängare Karl III.
- Charles III, kung av Förenade Kungariket Storbritannien och Nordirland samt ytterligare 14 samväldesriken sedan 2022

## Kungar avSverige
Anmärkning: åtminstone från 1500–talet har samtliga svenska kungar med detta namn i sin samtid skrivits "Carl" (eller på latin "Carolus"). I efterskott har denna stavning senare "normaliserats" till Karl, något som dock inte tillämpas på ännu levande bärare av namnet.
- Karl I-II: Se nedan under Karl VII respektive Karl VIII.
- Karl III-VI: Oegentlig numrering av kungar/fantasipersoner uppdiktade av historieskrivaren Johannes Magnus.
- Karl VII: Karl Sverkersson (senare tiders kända men oegentliga numrering), kung 1161–1167 (egentligen Karl I).
- Karl VIII: Karl Knutsson (Bonde - senare tiders kända men oegentliga numrering), svensk riksföreståndare 1438–1440, kung av Sverige 1448–1457, 1464–1465 och 1467–1470 samt av Norge 1449–1450 som Karl I (i Sverige egentligen Karl II som han även kallade sig själv).
- Karl IX: Karl IX, riksföreståndare 1599–1604 och kung 1604–1611.
- Karl X: Karl X Gustav, kung 1654–1660.
- Karl XI: Karl XI, kung 1660–1697.
- Karl XII: Karl XII, kung 1697–1718.
- Karl XIII: Karl XIII, kung av Sverige 1809–1818 och av Norge 1814–1818 som Karl II.
- Karl XIV: Karl XIV Johan, kung 1818–1844 av Sverige och av Norge som Karl III Johan.
- Karl XV: Karl XV, kung 1859–1872 av Sverige och av Norge som Karl IV.
- Karl XVI: Carl XVI Gustaf, kung från 1973.

För prinsar av Sverige som hette Karl och som inte blev kungar, se Karl av Sverige.

## Kejsare avTysk-romerska riket(Karl)
- Karl I: Karl den store, frankisk kung 768–814 och tysk-romersk kejsare 800–814.
- Karl II: Karl den skallige, frankisk kung 840–877 och tysk-romersk kejsare 875–877.
- Karl III: Karl den tjocke, östfrankisk kung 876–888 och tysk-romersk kejsare 881–888.
- Karl IV: Karl IV, kung av Böhmen 1346–1378 och tysk-romersk kejsare 1355–1378.
- Karl V: Karl V, greve av Burgund 1506–1558, greve av Flandern samt hertig av Brabant och Burgund 1506–1555, kung av Spanien 1516–1556, kung av Neapel, Sardinien och Sicilien 1516–1554 samt tysk-romersk kejsare 1519–1556.
- Karl VI: Karl VI, hertig av Brabant 1706–1740, kung av Böhmen, Kroatien och Ungern samt tysk-romersk kejsare 1711–1740, kung av Sardinien 1713–1720, hertig av Burgund 1713–1740, kung av Neapel 1714–1734, greve av Flandern 1714–1740 och kung av Sicilien 1720–1735.
- Karl VII: Karl VII, tysk-romersk kejsare 1742–1745.

## Kungar avUngern(Károly)
- Karl I: Karl I Robert, kung av Ungern och Kroatien 1308–1342.
- Karl II: Karl den lille, kung av Neapel 1382–1386 samt av Ungern och Kroatien 1385–1386.
- Karl III: Karl III, hertig av Brabant 1706–1740, kung av Böhmen, Kroatien och Ungern samt tysk-romersk kejsare 1711–1740, kung av Sardinien 1713–1720, hertig av Burgund 1713–1740, kung av Neapel 1714–1734, greve av Flandern 1714–1740 och kung av Sicilien 1720–1735.
- Karl IV: Karl IV, kejsare av Österrike samt kung av Böhmen och Ungern 1916–1918.

## Kungar och hertigar avWürttemberg
- Karl Eugen av Württemberg, hertig 1737–1793
- Karl I: Karl I, kung 1864–1891.
- Karl II: Carl, hertig 1975–.

## Ärkehertigar och kejsare avÖsterrike(Karl)
- Karl II, ärkehertig över delar av Österrike 1564–1590.
- Karl I: Karl I, kejsare av Österrike samt kung av Böhmen och Ungern 1916–1918.

## Övriga
- Karl II, hertig av Mecklenburg-Strelitz 1794–1815 och storhertig av samma område 1815–1816.
- Karl, hertig av Orléans, hertig av Orléans 1407–1465.
- Karl Anton av Hohenzollern-Sigmaringen regerande furste av Hohenzollern-Sigmaringen 1848–1849, därefter titulärfurste.
- Karl Fredrik av Holstein-Gottorp, hertig av Holstein-Gottorp 1702–1739.
- Karl Edvard av Sachsen-Coburg-Gotha, regerande hertig av Sachsen-Coburg-Gotha 1900–1918.
- Karl August av Sachsen-Weimar, regerande hertig av Sachsen-Weimar-Eisenach 1758–1828, från 1809 som storhertig.